# Cañete (Cile)
Cañete è un comune del Cile della provincia di Arauco nella Regione del Bío Bío. Al censimento del 2002 possedeva una popolazione di 31.270 abitanti. È conosciuta come la "città storica", perché presso la città è accaduta la Battaglia di Tucapel con la morte di Pedro de Valdivia, inoltre è stato uno scenario frequente della Guerra di Arauco. Presso questa cittadina fu localizzato l'epicentro del grande terremoto cileno del 1960.

## Società

### Evoluzione demografica
| Censimento del 1992 | Censimento del 2002 |
| 29.323 ab.          | 31.270 ab.          |